# Muzeum Ewolucji Instytutu Paleobiologii Polskiej Akademii Nauk

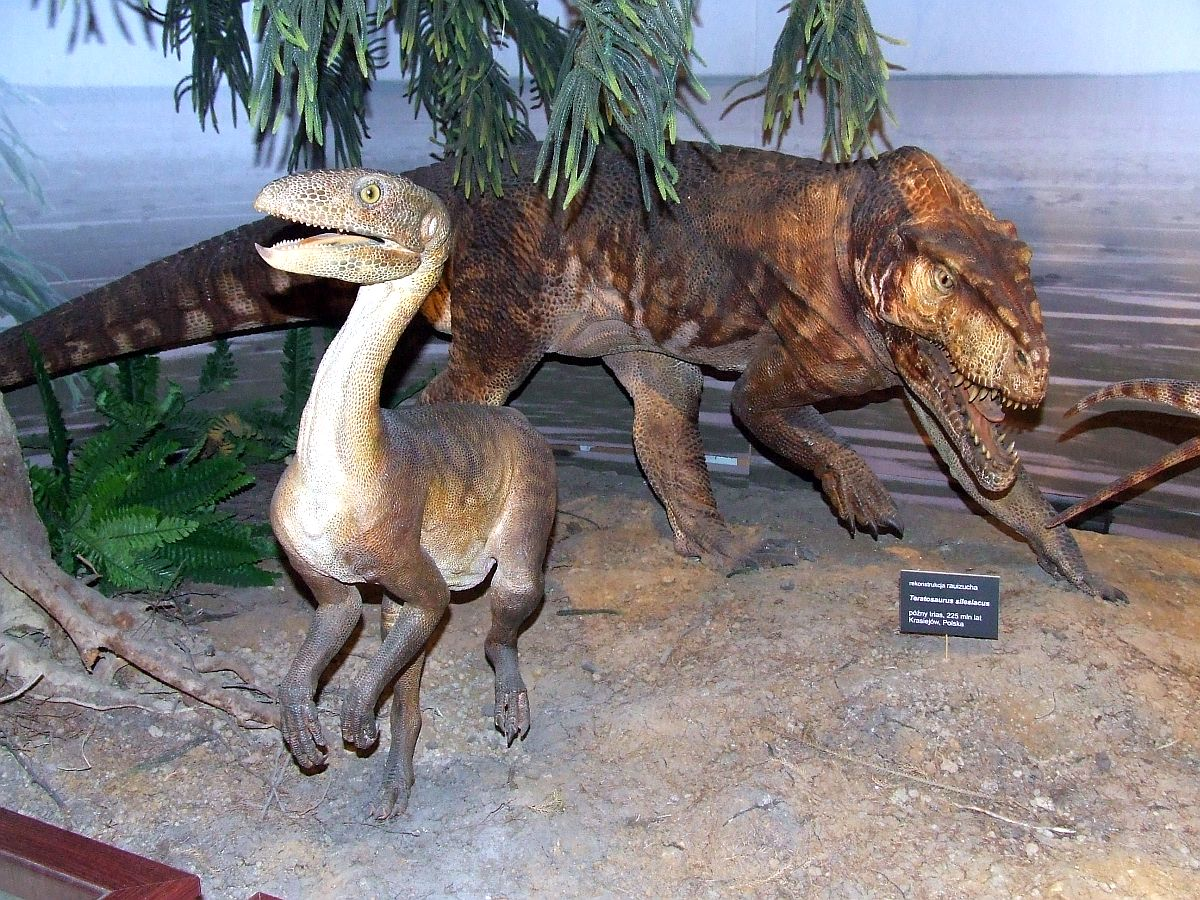
Rauizuchid (Polonosuchus silesiacus) i silezaur (Silesaurus opolensis) odkryte w Krasiejowie

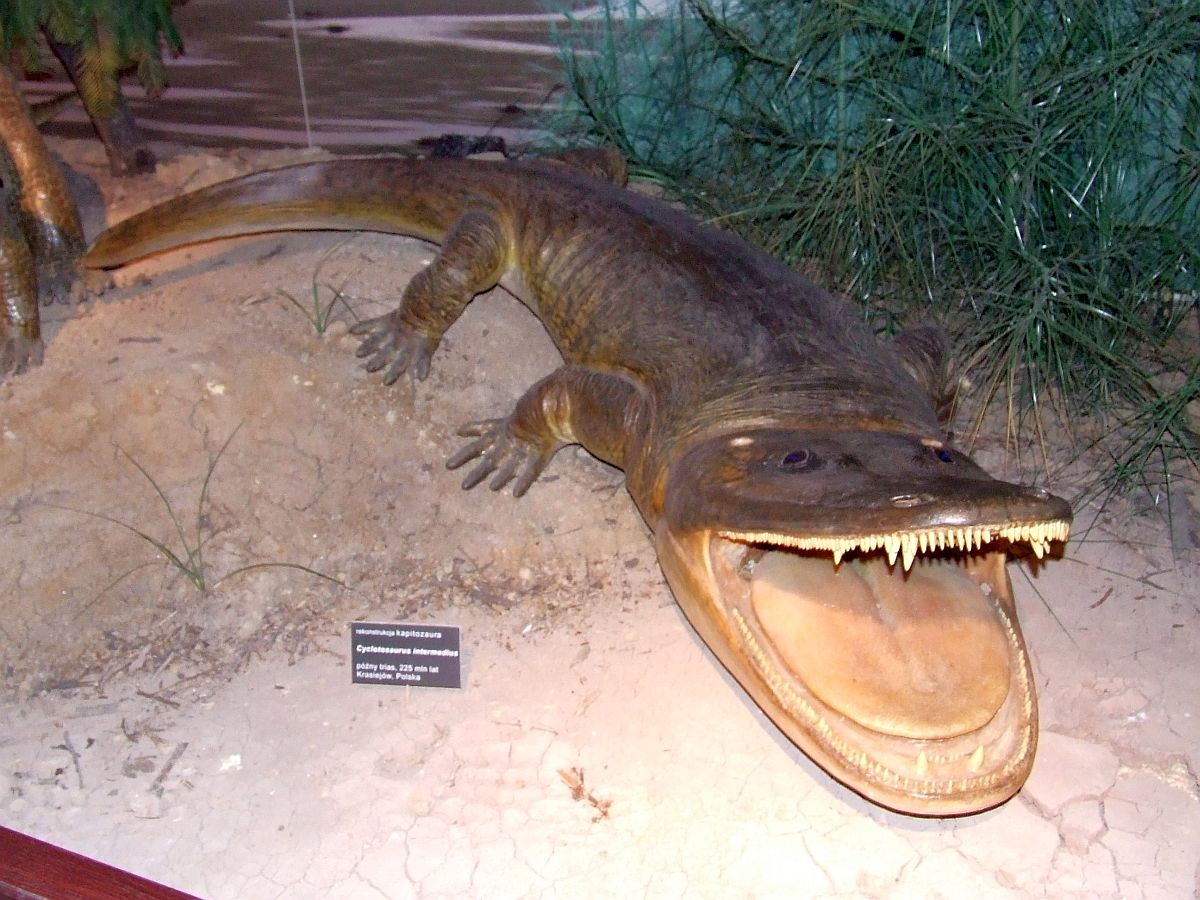
Kapitozaur Cyclotosaurus intermedius z Krasiejowa

Muzeum Ewolucji Instytutu Paleobiologii Polskiej Akademii Nauk – muzeum poświęcone ewolucji i paleontologii znajdujące się w Pałacu Młodzieży w Pałacu Kultury i Nauki w Warszawie. Opiekę nad placówką sprawuje Instytut Paleobiologii PAN.

## Historia
W latach 1968–1984 w salach Pałacu Kultury i Nauki w Warszawie miała miejsce otwarta z inicjatywy Zofii Kielan-Jaworowskiej wystawa Dinozaury z Pustyni Gobi, która prezentowała wyniki polsko-mongolskich wypraw paleontologicznych na Pustynię Gobi z lat 1963–1971.
W roku 1984 Instytut Paleobiologii PAN przejął od Instytutu Zoologii PAN sale wystawowe w Pałacu Młodzieży i utworzył oddział Instytutu pod nazwą Muzeum Ewolucji. W 1985 otwarta została stała wystawa Ewolucja na lądach (według Zofii Kielan-Jaworowskiej, przy współpracy Andrzeja Sulimskiego i pracowników Instytutu), prezentująca większość okazów zebranych podczas wypraw badawczych do Mongolii. Część ekspozycji poświęcono także zwierzętom współczesnym, szczególnie owadom i ptakom ze zbiorów Muzeum i Instytutu Zoologii PAN.
W 2001 otwarta została nowa wystawa poświęconą odkryciom paleontologicznym z Krasiejowa koło Opola na cmentarzysku gadów i płazów triasowych. Ekspozycja objęła zarówno okazy jak i rekonstrukcje zwierząt wodnych i lądowych. W 2003 dział antropologiczny wzbogacił się o rekonstrukcję australopiteka. W 2005 zakończono modernizację stałej wystawy i powstały między innymi nowe rekonstrukcje szkieletów dinozaurów odkrytych w Mongolii. W 2007 otwarto nową wystawę Muzeum i Instytutu Zoologii PAN Zabójcy bez winy prezentująca różne drapieżniki.
W 2009, z okazji 150-lecia pierwszego wydania dzieła O powstawaniu gatunków Karola Darwina otwarto wystawę poświęconą wyjściu kręgowców na ląd.

## Najciekawsze eksponaty
- dinozaury z Mongolii i ich jaja
- gady i płazy z Krasiejowa (rekonstrukcje Marty Szubert) – wielkie płazy tarczogłowe (metopozaury i cyklotozaury) oraz gady naczelne – fitozaury, aetozaury, teratozaury i "pradinozaury" – silezaury
- praptaki (archeopteryks) (odlew znaleziska) i pterozaury (pterodaktyl (model), ramforynch), także odlewy szkieletów wielkich, wtórnie nielotnych ptaków – moa i diatrymy
- pochodzenie człowieka
- gady morskie
- latimeria (odlew)
- ewolucja gadów (np. sarkozuch – krokodyl)
- rekonstrukcje gatunków wymarłych m.in. model stegozaura

## Wydawnictwa
Od 2009 roku wydawane jest czasopismo popularnonaukowe „Rocznik Muzeum Ewolucji”.